# 斑状

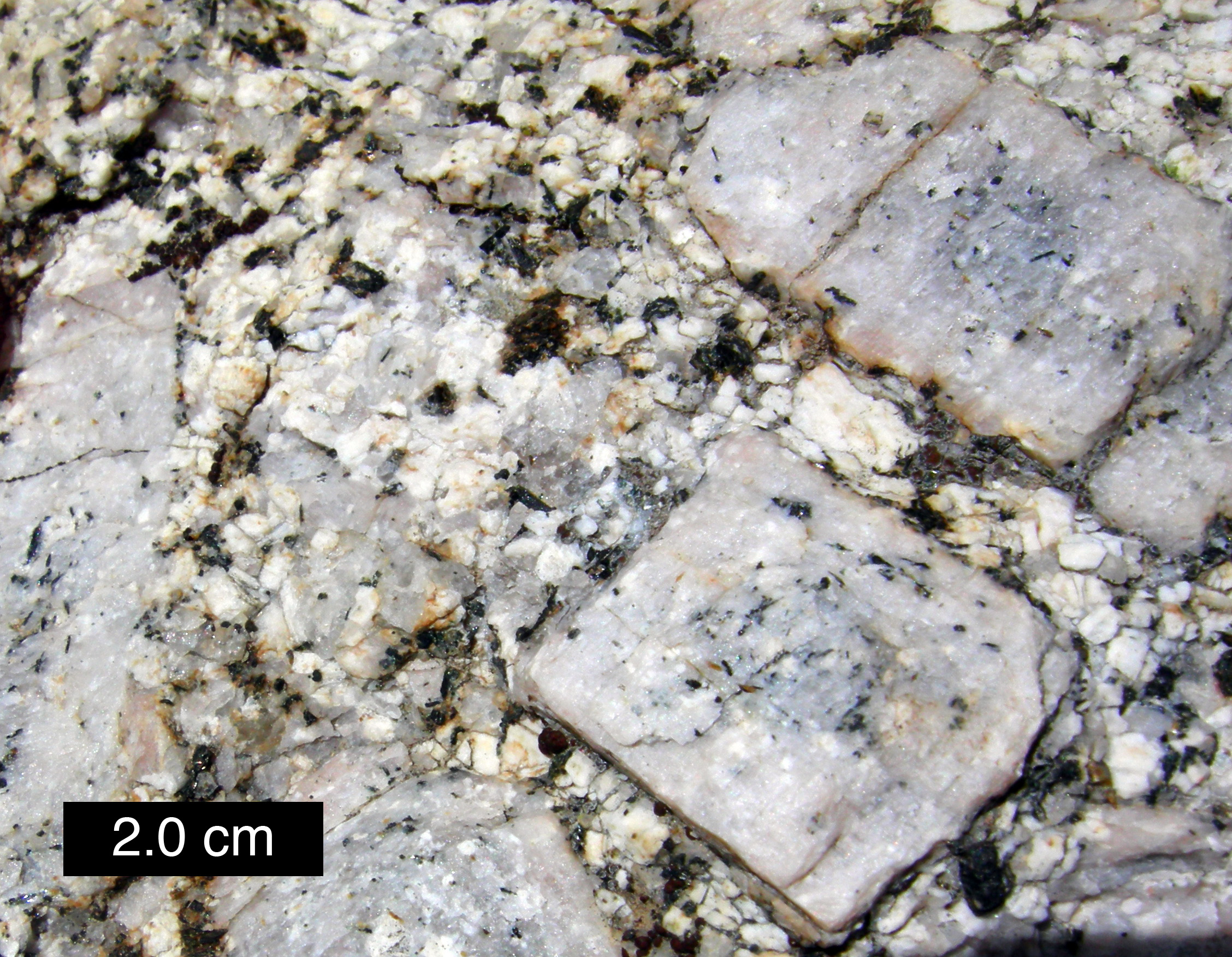
加利福尼亚州内华达山脉东部洛克溪峡谷花岗岩中的斑状结构，这是一种侵入斑岩，白色方长石斑晶比周围基质中的晶体大得多。

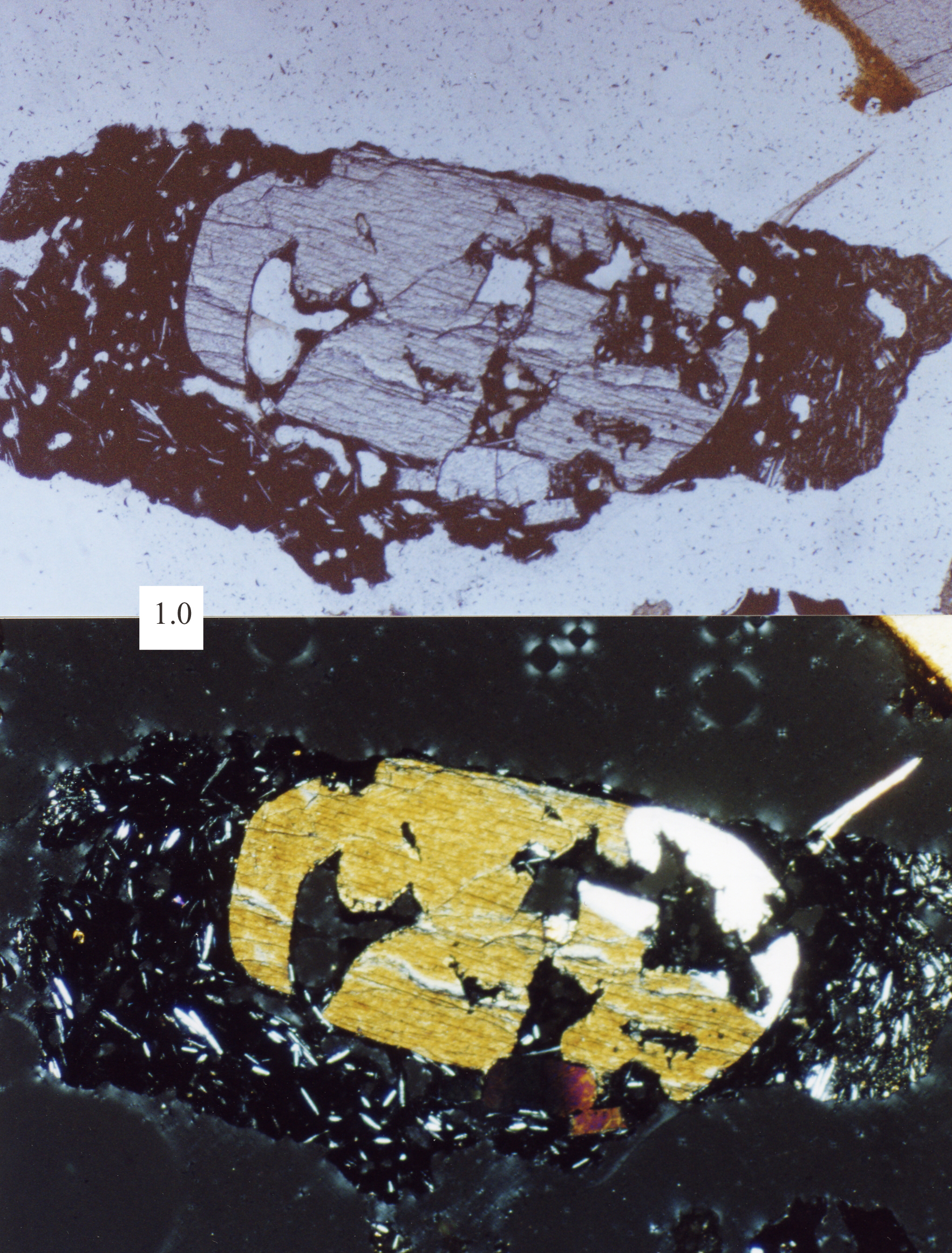
一种斑状火山砂粒，如岩相显微镜所示，中间的大颗粒比它周围的针状小晶体大得多。刻度框单位为毫米。

斑状（Porphyritic）是地质学中使用的形容词，尤其是指火成岩中晶体大小有明显差异的岩石，至少其中一组晶体明显大于其它晶体。斑状岩石可能是隐晶岩或喷出岩，大型晶体或斑晶漂浮在不可见晶体的细粒基质中，如斑状玄武岩、或闪长岩或侵入岩中。基质中的单个晶体易于用肉眼辨别，且一组晶体明显比其他晶体大得多，比如在斑岩花岗岩中。大多数类型的火成岩都可能显示出一定程度的斑纹纹理，其中具有斑状结构的一种主要岩石类型是斑岩，但并非所有的斑状岩都是斑岩。

## 形成

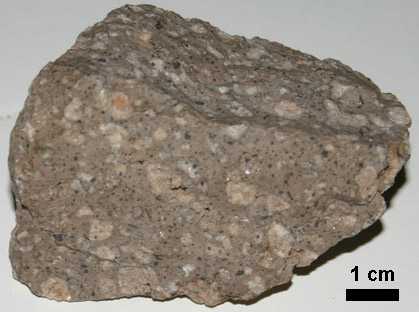
亚利桑那州旗杆市以北奥利里峰山顶的安山岩斑岩，这是一种喷出岩斑岩，粉红（和黑）色斑晶清晰可见，
与带微晶体的灰色基质及其形成对比。

斑状岩是在上涌的岩浆柱中分两阶段冷却而成。在第一阶段，岩浆在地壳深处缓慢冷却，形成直径为2毫米或更大的大晶粒；在最后阶段，岩浆在相对较浅的深度或从一座火山喷发时迅速冷却，形成肉眼通常看不见的小颗粒，通常称为基质。